# Deutscher Volksverband

El Deutscher Volksverband in Polen (DVV), o Unión Popular Alemana en Polonia, fue un partido político de extrema derecha alemana nazi fundado en 1924 en el centro de Polonia por miembros de la minoría étnica alemana que no deseaban unirse al bloque minoritario en el Parlamento polaco (Sejm). El DVV fue dirigida por August Utta y recibió apoyo financiero del Ministerio de Finanzas del Tercer Reich. El Deutscher Volksverband fue la organización más activa en el área de Łódź y Tomaszów.
El Ministerio de Asuntos Exteriores alemán apoyó agresivamente al DVV a través de su propio consulado en Polonia por varios motivos. Uno de ellos fue la presencia de la organización explícitamente pro-polaca Deutscher Kultur– und Wirtschaftsbund (DKWB) en Łódź, que había sido muy crítica con el Gobierno de Weimar. Los miembros del DVV denunciaron al "Lodzer Mensch" del DKWB como títeres del gobierno polaco que colaboraban con los judíos y les acusaron de cometer alta traición contra el Reich alemán. En 1935, August Utta fue reemplazado por Ludwig Wolff, un nazi comprometido.

## Actividades
A finales de la década de 1930, toda Polonia estaba llena de organizaciones étnicas alemanas apoyadas financieramente por el Ministerio de Asuntos Exteriores del Tercer Reich. El número de miembros del Deutscher Volksverband (DVV) creció a más de 25,000 en 1937. Fue ayudado por emisarios que llegaron a Polonia desde Alemania y mandados por la Abwehr, con el objetivo de establecer la llamada 5ª columna entre el Volksdeutsche, así como cualquier colono dispuesto a ello, incluso los menonitas. Para 1938, el DVV contaba con numerosas estructuras en diferentes localidades. Según la investigación, muchos miembros del DVV se convirtieron en partidarios alemanes durante la invasión de Polonia en 1939. Fueron tratados como una parte vital de la política exterior alemana hacia el Estado polaco.
Justo antes del estallido de la guerra, en el vecindario Powiśle de Varsovia, miembros del Deutscher Volksverband dirigidos por el agente alemán Aleks Nipie llevaron a cabo una campaña de propaganda masiva para intentar convencer a los jóvenes polacos de unirse a la Wehrmacht. Se pidió a los líderes de la comunidad local del DVV que registraran personas en la Deutsche Volksliste sin prueba de origen; todo lo que necesitaban era una declaración, confirmada por un testigo. La acción fue más exitosa entre los campesinos, ya que los alemanes polacos educados no querían estar afiliados con Adolf Hitler. Los nuevos inscritos en el Volksdeutsche fueron entrenados para guiar a la Luftwaffe hacia objetivos deseados con espejos. En la ciudad de Toruń, por ejemplo, durante los primeros días de guerra, cerca de una docena de personas fueron arrestadas y ejecutadas por guiar aviones de reconocimiento alemanes con espejos y banderas. Los cursos de sabotaje se realizaron con la promesa de recibir propiedades en Polonia (como en Gliwice), pero también en Breslavia, Bielsko, Katowice, Zabrze y Rybnik. Se estima que hasta 20,000 alemanes étnicos que vivían en Polonia pertenecían a organizaciones involucradas en acciones de sabotaje, incluyendo al Deutscher Volksbund en Silesia, el Deutscher Volksverband en el área de Łódź, el Deutsche Vereinigung en Pomerania y el Jungdeutsche Partei en todo el país.